# 瀬名氏貞
瀬名 氏貞（せな うじさだ）は、戦国時代の武将。遠江今川氏の流れを汲む瀬名氏の2代当主。

## 生涯
はじめ遠江国二俣城に住した。のちに駿河国庵原郡瀬名村（現：静岡県静岡市葵区瀬名）に住んだ。
栴岳承芳（今川義元）と玄広恵探が争った花倉の乱では、承芳方に属した。
『寛政重修諸家譜』は、天文7年（1538年）3月16日没、享年42としるす。

## 系譜
『寛政重修諸家譜』の「瀬名」系譜は3男1女を載せる。嫡男の氏俊、次男の義広（築山殿の父）、氏次（うじつぐ、勘十郎）、女子（武田左衛門尉某室）である。
ただし、天文20年（1551年）頃と作成年代が絞ることが可能な 『土佐国蠧簡集残篇』所収「今川系図」からは氏次の存在は確認できない（瀬名元世のように庶流出身の人物が同時代史料に登場するため、同族の可能性はある）。また、小鹿安房守（範満の甥）の子である又五郎もしくはその子・民部少輔の妻が氏貞の娘と推定されている。